# Парк культуры и отдыха (Братислава)

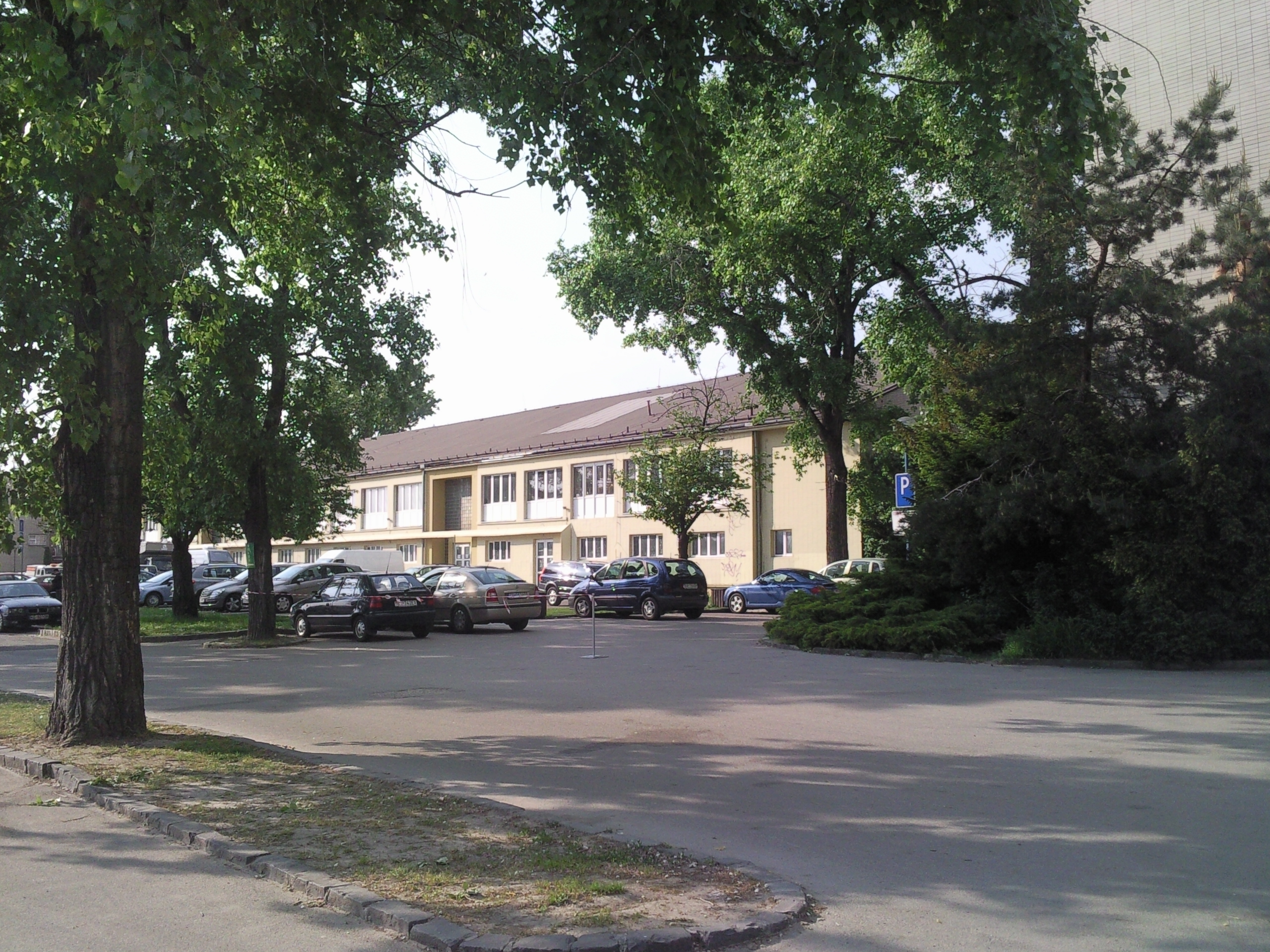
Здание второстепенного значения в Парке культуры и отдыха

Братиславский парк культуры и отдыха (ПКО, словацк. Park kultúry a oddychu) — ныне не существующее культурное учреждение в Братиславе (Словакия), находилось на набережной Дуная в городском районе Старый город. Здесь проводились регулярные общественно-культурные мероприятия, а также выставки и ярмарки.
В парке была выставлена картина «Дожинки» (Dožinky) художника Франтишека Гайдоша. На фасаде размещались статуи, созданные скульптором Тибором Бартфаем.
В комплекс Парка культуры и отдыха входил астрономический уголок, где регулярно проводились астрономические лекции и наблюдения за звёздным небом. Это было единственное заведение подобного рода в Братиславе, так как в Братиславе не было астрономических обсерваторий и планетариев.

## Дело о ПКО
В 2005 году горсовет на основании рекомендаций со стороны мэрии (мэр: Андрей Дюрковский) продал земельный участок под зданием ПКО фирме «Henbury Development», не проведя ни публичного конкурса, ни публичного обсуждения (в состав фирмы входят компании Джей энд Ти и Креско Груп), которая в 2006 году получила разрешение на снос здания. Против снова здания была подана петиция, подписанная в том числе известными деятелями в области культуры. При ПКО осуществлено строительство комплекса River Park и планируется строительство комплекса River Side, причём ПКО с наибольшей вероятностью будет снесено или сильно уменьшено в размерах, многие организуемые здесь мероприятия не удастся проводить в других местах, потому что в Братиславе на данный момент нет подходящих помещений и условий. Заменой ПКО могут выступить комплексы под названием «Auditórium» и «Sklad № 7» при комплексе «Евровеа» на берегу Дуная.
В 2015 году было заключено мировое соглашение между городом и застройщиком «Hernbury Development», владеющим землями ПКО. Застройщик получил разрешение на снос зданий и строительство комплекса «Ривер Парк II» с обещанием, что застройщик проинвестирует поддержание городской пешеходной зоны, сохранит ценные артефакты, как-то статуи на фасаде здания, а в рамках проекта появится площадь, на которой застройщик построит планетарий и медиатеку.
Здания ПКО застройщик начал сносить 29 декабря 2015 года.